# Falklandia (kreeften)
Falklandia is een geslacht van kreeftachtigen uit de klasse van de Ostracoda (mosselkreeftjes).

## Soort
- Falklandia ephippiata (Skogsberg, 1928) Whatley, Chadwick, Coxill & Toy, 1987